# Arhitektura srednjeveških stolnic v Angliji
Srednjeveške stolnice v Angliji, ki izvirajo iz let približno med letoma 1040 in 1540, so skupina šestindvajsetih stavb, ki predstavljajo pomemben vidik umetniške dediščine države in so med najpomembnejšimi materialnimi simboli krščanstva. Čeprav se slogovno razlikujejo, jih združuje skupna funkcija. Kot stolnice vsaka od teh stavb služi kot osrednja cerkev za upravno regijo (ali škofijo) in hrani prestol škofa (poznolatinsko ecclēsia cathedrālis, iz grščine καθέδρα). Vsaka stolnica služi tudi kot regionalno središče in središče regionalnega ponosa in naklonjenosti.
Samo šestnajst od teh stavb je bilo v času reformacije stolnic: osem je služilo posvetni kanoniki in osem samostanskih. Nadaljnjih pet stolnic je nekdanjih opatijskih cerkva, ki jih je Henrik VIII. Angleški po razpustitvi samostanov obnovil s posvetnimi kanoni kot stolnice novih škofij in ki skupaj z nekdanjimi samostanskimi stolnicami sestavljajo »stolnice novega temelja«. Dve nadaljnji predreformacijski samostanski cerkvi, ki sta 350 let preživeli kot navadni župnijski cerkvi, sta v 19. in 20. stoletju postali stolnici, tako kot tri srednjeveške kolegialne cerkve, ki so ohranile svoje temelje za koralno bogoslužje.
Čeprav obstajajo značilnosti vsake stavbe, ki so izrazito angleške, te stolnice zaznamuje njihova arhitekturna raznolikost, tako od ene do druge kot tudi znotraj vsake posamezne stavbe. To velja veliko bolj kot v srednjeveških stolnicah v severni Franciji, na primer, kjer stolnice in velike opatije tvorijo razmeroma homogeno skupino in je arhitekturnemu razvoju mogoče zlahka slediti od zgradbe do zgradbe.
Ena od zanimivosti angleških stolnic je način, na katerega je mogoče velik del zgodovine srednjeveške arhitekture prikazati znotraj ene same stavbe, ki ima običajno pomembne dele, zgrajene v več različnih stoletjih, brez kakršnih koli poskusov, da bi se poznejše delo ujemalo z drugimi ali sledilo prejšnjemu načrtu. Iz tega razloga mora celovita arhitekturna kronologija skakati nazaj in naprej od ene stavbe do druge. Samo pri eni stavbi, stolnici v Salisburyju, je prikazana slogovna enotnost.

## Ozadje

### Zgodovinsko
Krščanstvo so v Anglijo prenesli Rimljani in se razširilo po vsej Britaniji do 5. stoletja, ko je zaradi odhoda Rimljanov in invazije Sasov zamrlo. Leta 597 je papež Gregor I. poslal Avguština kot misijonarja iz Rima v Canterbury, kjer so ustanovili cerkev in jo sprva vodili posvetni kanoniki, nato pa benediktinski menihi od poznega saškega obdobja do leta 1540. Sedanja Canterburyjska stolnica je sedež canterburyjskega nadškofa, primasa vse Anglije.
Kot je začel Alfred Veliki leta 871 in se je utrdila pod Viljemom Osvajalcem leta 1066, je Anglija postala politično enotna entiteta prej kot druge evropske države. Eden od učinkov je bil, da so bile vladne enote, tako cerkvene kot državne, razmeroma velike. Anglija je bila razdeljena na canterburyjski in yorški sedež pod dvema nadškofoma. V srednjem veku ni bilo več kot 17 škofov, veliko manj kot v Franciji in Italiji.
Benediktinsko meništvo, ki je bilo v Angliji prisotno od 6. stoletja, se je močno razširilo po normanski invaziji leta 1066. Bilo je tudi več cistercijanskih opatij, vendar so bile te pogosto v oddaljenih območjih in jim ni bilo usojeno, da postanejo stolnice. Romanska arhitektura Normandije je nadomestila arhitekturo saške Anglije, stavbe so bile na splošno večje in prostornejše, splošna ureditev samostanskih stavb pa je sledila tistim iz velike opatije Cluny. Romanski slog, katerega angleška oblika je pogosto znana kot normanska arhitektura, je razvil lokalne značilnosti.
Ob normanski osvojitvi je bila večina angleških stolnic že bogato obdarjenih in kot glavna središča normanske moči so nato lahko pridobile nadaljnja ozemlja, ki so jih prej imeli razlaščeni angleški veleposestniki. Poleg tega je razvoj desetine kot obveznega davka na kmetijsko proizvodnjo povzročil močno povečanje dohodkov za obstoječo duhovščino. Čeprav so vse stolnice zbirale darove vernikov in romarjev; v praksi so bile večje gradbene akcije v veliki meri ali v celoti financirane iz nabranega bogastva škofa in kapiteljske duhovščine. Razpoložljivost financ je v veliki meri določala hitrost gradnje večjih projektov. Ko je bil denar na voljo, so lahko dela na potekala z veliko hitrostjo. V Winchestru so v normanskem obdobju v manj kot 20 letih iz nič zgradili celotno stolnico izjemne velikosti, ki se je začela leta 1079.
Pomemben vidik v praksi srednjeveškega krščanstva je bilo čaščenje svetnikov in s tem povezana romanja v kraje, kjer so pokopali relikvije posameznih svetnikov in spoštovali njihovo tradicijo. Posedovanje relikvij priljubljenega svetnika je bilo vir sredstev za posamezno cerkev, saj so verniki dajali darove in beneficije v upanju, da bodo prejeli duhovno pomoč, blagoslov ali ozdravitev zaradi prisotnosti telesnih ostankov svete osebe. Med temi cerkvami, ki so bile še posebej koristne, je bila opatija sv. Albana, ki je vsebovala relikvije prvega angleškega krščanskega mučenca Ripona s svetiščem ustanovitelja sv. Wilfrida; Durham, ki je bila zgrajena za hrambo telesa svetnikov Cuthberta Lindisfarnskega; in Aidan, Ely s svetiščem sv. Ethelrede, Westminstrska opatija z veličastnim svetiščem njenega ustanovitelja sv. Edvarda Spoznavalca, v Chichestru ostanki sv. Richarda in v Winchestru ostanki sv. Svituna.
Vsi ti svetniki so v svoje cerkve pripeljali romarje, med njimi pa je bil najbolj znan Thomas Becket, pokojni canterburyjski nadškof, ki so ga leta 1170 umorili privrženci kralja Henrika II. Kot romarski kraj je bil Canterbury v 13. stoletju drugi edini kraj v Santiago de Compostela.
V 1170-ih letih je bila gotska arhitektura uvedena iz Francije v Canterburyju in Westminstrski opatiji. V naslednjih 400 letih se je razvil v Angliji, včasih vzporedno s kontinentalnimi oblikami in pod njihovim vplivom, vendar na splošno z veliko lokalno raznolikostjo in izvirnostjo.
V 16. stoletju je reformacija prinesla spremembe v upravljanju stolnic, kot je opisano spodaj. Nekatere obstoječe stavbe so v tem času postale stolnice. Več stavb je bilo strukturno poškodovanih ali nedokončanih zaradi razpustitve samostanov 1537–40. Številne velike opatijske cerkve, zlasti tiste zunaj mest, so bile oropane, požgane in zapuščene. V poznem 16. in zgodnjem 17. stoletju so bila popravljena struktura številnih stolnic in nekaterih novih stavb in vitražev ter veliko novih dodatkov.
V času Commonwealtha 1649–60 se je na vseh slikovnih elementih krščanskih stavb izvajal obsežni ikonoklazem. Večina angleških srednjeveških vitražev je bila razbita. Večina angleških srednjeveških kipov je bila razbitih ali poškodovanih, tako da je ostalo nedotaknjenih le nekaj osamljenih primerkov. Srednjeveške slike so skoraj izginile. Oblačila, vezena v znanem slogu, znanem kot Opus Anglicanum, so zgorela. Tiste srednjeveške obhajilne posode, ki so se izognile razpustitvi, so pretopili, tako da je ostalo le okoli 50 predmetov predreformacijskega cerkvenega posodja.
Obnova monarhije leta 1660 je prinesla tudi nekatere obnove cerkva in stolnic, kot je tista v Lichfieldu, ki jo je izvedel sir William Wilson in njihovo obogatitev z novimi dodatki, novimi cerkvenimi ploščami in številnimi dovršenimi spomeniki. Izguba starodavne stolnice sv. Pavla v velikem požaru v Londonu leta 1666 je pomenila, da je bila na njenem mestu zgrajena popolnoma nova stolnica, sedanja stolnica sv. Pavla, ki jo je zasnoval sir Christopher Wren v baročnem slogu.
Na splošno je bilo od časa reformacije naprej, razen nujnih popravil, da so stavbe lahko ostale v uporabi, in notranjega okrasja zaporednih generacij, ki so želele biti v spomin, malo gradbenih del in le delna obnova. To stanje je trajalo približno 250 let, pri čemer je bila stavba številnih večjih stolnic zanemarjena. Resnost problema je pokazala spektakularen propad zvonika stolnice v Chichestru, ki se je leta 1861 nenadoma sesul vase.
Do tega datuma je bila srednjeveška arhitektura spet v modi. Vse večja zavest o vrednosti angleške srednjeveške dediščine se je začela v poznem 18. stoletju, kar je privedlo do nekaterih del na številnih stolnicah, ki jih je izvedel arhitekt James Wyatt. Zavest se je pospeševala, dokler v 1840-ih dve akademski skupini, Oxford Society in Cambridge Camden Society, nista razglasili, da je edini primeren slog za oblikovanje cerkve gotski. Kritik John Ruskin je bil goreč zagovornik vsega srednjeveškega in je populariziral te ideje. Arhitekt Augustus Welby Pugin, ki je projektiral predvsem za rastočo rimskokatoliško cerkev, si je zadal poustvariti ne le strukturni videz srednjeveških cerkva, ampak tudi bogato okrašeno in barvito notranjost, ki je bila skoraj v celoti izgubljena in je obstajala le kot poslikani zaslon tu in tam nekaj popločanih tal, kot so tista v Winchestru in Canterburyju ter zapleteno poslikan lesen strop Peterboroughške stolnice.
V viktorijanskem obdobju so bile obnovljene vse angleške stolnice in preostale glavne opatijske cerkve. Nekatere stavbe, ki so ostale nedokončane, so bile dokončane v tem času in večji del obstoječega cerkvenega pohištva, opreme in vitražev je iz tega obdobja. Med arhitekti so bili George Gilbert Scott, John Loughborough Pearson, George Frederick Bodley, Arthur Blomfield in George Edmund Street.

### Obseg
26 stolnic, opisanih v tem članku, so v Bristolu, Canterburyju, Carlislu, Chesterju, Chichestru, Durhamu, Elyju, Exeterju, Gloucestru, Herefordu, Lichfieldu, Lincolnu, Manchestru, Norwichu, Oxfordu, Peterboroughu, Riponu, Rochesterju, St. Albanu, Salisburyju, Southwarku, Southwellu, Wellsu, Winchestru, Worcester in Yorku s sklicevanjem tudi na Westminstrsko opatijo in starodavno londonsko stolnico, splošno znano kot Stara stolnica sv. Pavla.
Vse srednjeveške stavbe, ki so danes stolnice v Angliji, so bile rimskokatoliškega izvora, saj so nastale pred reformacijo. Vse te stavbe zdaj služijo Anglikanski cerkvi zaradi spremembe uradne vere v državi, ki se je zgodila leta 1534 med vladavino Henrika VIII.
Stolnice spadajo v tri različne skupine, odvisno od njihove prejšnje organizacijske strukture. Prvič, obstajajo tiste, ki jih je v srednjeveškem obdobju kot danes upravljala svetna duhovščina ali kapitelj, ki mu je predsedoval dekan. Te stolnice so Chichester, Exeter, Hereford, Lichfield, Lincoln, London, Salisbury, Wells in York, vse pa so bile zgrajene posebej kot stolnične cerkve.
Drugič, obstajala je skupina samostanskih stolnic, v katerih je bil škof naslovni opat. Te stolnice so Canterbury, Carlisle, Durham, Ely, Norwich, Rochester, Winchester in Worcester. Ti samostani so bili benediktinski, razen v primeru Carlisla, ki je bil avguštinski. Šest od teh cerkva je bilo od začetka zgrajenih kot stolnice. Carlisle in Ely sta čisto samostanski cerkvi, ki sta nato med gradnjo postali sedež škofa. Ob razpustitvi samostanov pod Henrikom VIII. so vse prejšnje samostanske stolnice začeli urejati posvetni kanoni, tako kot prva skupina.
Tretja skupina so tiste cerkve, ki so bile od reformacije ustanovljene kot nove stolnice. Vključujejo pet velikih srednjeveških opatijskih cerkva, ustanovljenih kot nove stolnice pod Henrikom VIII.: Bristol, Chester, Gloucester, Oxford in Peterborough. Še pet velikih cerkva so pozneje postale stolnice: St Albans in Southwark, ki sta bili samostanski, ter Manchester, Ripon in Southwell, ki so bile kolegijske cerkve (in vse posledično združujejo funkcije stolnice in župnijske cerkve). Westminstrska opatija je bila benediktinski samostan, ki je po razpustitvi samostanov postala stolnica, a le za deset let.
Štiri druge cerkve so povezane s to tradicijo: cerkev sv. Janeza Krstnika v Chestru, stara stolnica sv. Pavla v Londonu, opatija Bath in uničena benediktinska opatija Coventry. Kolegialna cerkev sv. Janeza v Chestru je bila leta 1075 povzdignjena v status stolnice, vendar je postala sostolnica leta 1102, ko je bil sedež preseljen v Coventry. Sedanja stavba se je verjetno začela graditi v času odstranitve stolnice. Pavla, stolnica s posvetnim kapitljem, je bila uničena v velikem požaru v Londonu leta 1666 in jo je nadomestila današnja stolnica v baročnem slogu, ki jo je zasnoval Christopher Wren. Opatija Bath je bila sostolnica škofije Bath in Wells, skupaj s stolnico v Wellsu. Čeprav je velika cerkev, se arhitekturno ne ujema s tradicijo stolnice, ima pa veliko skupnega s kapelo King's College v Cambridgeu in kapelo sv. Jurija v Windsorju. Cerkev opatije v Coventryju je bila sostolnica z Lichfieldom in St John Chesterjem v škofiji Lichfield, vendar je bila uničena ob razpustitvi. Velika župnijska cerkev sv. Mihaela v Coventryju je leta 1918 postala stolnica v Coventryju. Med drugo svetovno vojno je bila bombardirana, nedotaknjen pa je ostal le njen zvonik, ki velja za enega najlepših v Angliji. Nova stolnica v Coventryju, ki jo je zasnoval sir Basil Spence, je bila posvečena leta 1962 in meji na lupino starodavne cerkve.

### Liturgično in organizacijsko
Stolnice so kraji, kjer se lahko izvajajo krščanski obredi, značilni za škofa, zlasti posvečenje in ustoličenje, in so strukturirane in opremljene za te namene. Vsaka stolnica vsebuje sedež lokalnega škofa, pogosto dobesedno velik prestol. Škofovski prestol stoji proti vzhodnemu koncu stolnice, blizu velikega oltarja, ki je glavni poudarek bogoslužja. Na oltarju se postreže evharistija, simbolični obrok kruha in vina v spomin na Jezusovo zadnjo večerjo z učenci. V zgodnjem srednjem veku je oltar vedno vseboval ali je bil povezan z relikvijami svetnika. Včasih so bile relikvije shranjene v ločenem svetišču, blizu velikega oltarja. V tem delu cerkve so pogosto grobnice nekdanjih škofov, ki so značilno urejene na obeh straneh velikega svetišča, tako da je bogoslužno občestvo simbolično sestavljalo celotno telo škofijske duhovščine, žive in mrtve, v občestvu s svojim zavetnikom. Sedeži so zagotovljeni za drugo pomembnejšo duhovščino stolnice: dekana, ki je prvi duhovnik v stolnici, precenta, zakristana, arhidiakona in kanonike.
Vsak od teh duhovnikov, bodisi kot posvetna duhovščina ali kot prej član redovnega reda, je dolžan vsak dan opraviti 'sveti urad'. V ta namen imajo stolnice običajno številne majhne kapele, ki se uporabljajo za zasebno pobožnost ali za majhne skupine. V Angliji obstaja močna tradicija, da mora biti vsaka kapela obrnjena proti vzhodu. Zaradi tega so transepti angleških stolnic daljši od tistih v večini drugih držav in pogosto obstaja drugi transept, kot v Salisburyju. Ta ureditev dopušča večje število kapel, obrnjenih proti vzhodu. Tisti del glavne notranjosti, ki je najbolj vzhodno in je rezerviran za molitve duhovščine, je prezbiterij.
Angleške stolnice ohranjajo tradicionalno obliko cerkvenega bogoslužja, v katerem kantike, določeni psalm dneva, odgovore in himno poje zbor, ki ga tradicionalno sestavlja približno trideset moških in fantov. (Številne stolnice imajo zdaj tudi dekliški in laični zbor). Zaradi te tradicije se tisti del stavbe, ki vsebuje korne klopi, običajno vzhodno od osrednjega stolpa, včasih pa se razteza pod njim, imenuje kor ali zbor. Kor je včasih ločen od ladje stolnice s široko srednjeveško korno pregrado, zgrajeno iz kamna in v nekaterih primerih z velikimi orglami, zlasti v Exeteru, Gloucestru, Lincolnu, Norwichu, Rochestru, St Albansu, Southwellu, Wellsu in Yorku. Ta pregrada je tradicionalno ločevala cerkev od ladje in duhovščino od laikov, od katerih se je pričakovalo bogoslužje v župnijskih cerkvah in ne v stolnici. Ladja stolnice se je v srednjem veku uporabljala predvsem za procesije. Na njenem zahodnem koncu je kamen za obredno umivanje krsta, pri katerem je oseba, največkrat dojenček, simbolično sprejeta v cerkev. Krstilnik je običajno narejen iz kamna in je običajno najstarejša oprema v stolnici, veliko jih je normanskih.
Od reformacije naprej je ladja tisti del stavbe, ki je običajno odprt za kongregacijo in širšo javnost ter se jo največ uporablja. Običajno je v ladji tudi dvignjena prižnica, s katere lahko dekan ali druga duhovščina razlaga sveto pismo. V poznem 20. stoletju je v nekaterih stolnicah postala navada vsakourna molitev v korist obiskovalcev, in to je pogosto prikazano s prižnice v ladji. V veliki stolnici, zlasti v tistih, kjer je stavba razdeljena z korno pregrado, kot je v Canterburyju, je lahko oltar postavljen na vzhodnem koncu ladje, tako da se tam lahko izvajajo bogoslužja za velike kongregacije. Na vsakem mestu, kjer poteka bogoslužje, je govorni pult, na katerem leži Sveto pismo.

## Splošne značilnosti angleških katedral
Opomba: vse dimenzije so tiste, ki jih je navedel John Harvey, razen če ni navedeno drugače.[2] Obdobja in slogovna imena so tista, ki jih uporabljajo Banister Fletcher in drugi, ki temeljijo na Rickmanu in Sharpu.[5]

### Tloris in prerez
Tako kot večina srednjeveških stolnic so tudi angleške v obliki križa. Medtem ko je večina v obliki latinskega križa z enim transeptom, jih ima več, vključno s Salisburyjem, Lincolnom, Wellsom in Canterburyjem, dva transepta, kar je izrazito angleška značilnost. Za razliko od transeptov mnogih francoskih stolnic so transepti vedno močno štrleči. Stolnica, ne glede na to, ali je samostanska ali posvetna, ima pogosto več jasno opredeljenih pomožnih stavb, zlasti kapiteljsko dvorano in križni hodnik.
Z dvema izjemama imajo ladje in vzhodni kraki stolnic na obeh straneh enojne nižje stranske ladje s svetlobnim nadstropjem, ki osvetljuje osrednji prostor. V Bristolu so stranske ladje na enaki višini kot srednjeveški kor, kot pri nekaterih nemških stolnicah, v Chichestru pa sta na obeh straneh ladje dve stranski ladji, kot pri nekaterih francoskih stolnicah. V številnih stolnicah, kjer so transepti veliki, imajo tudi ladje, bodisi na vzhodni strani, kot v Peterboroughu, Durhamu, Lincolnu in Salisburyju, ali na obeh, kot v Wellsu, Winchestru, Elyju in Yorku. Winchester in Ely imata še tretji prehod na koncu obeh transeptov.

### Dolžina
Ladja in včasih vzhodni krak sta pogosto zelo dolga v primerjavi s srednjeveškimi stolnicami drugih držav. Sedem od petindvajsetih angleških stolnic – Canterbury, Durham, Ely, Lincoln, St Albans, Winchester in York – presega 150 metrov (med 155 in 169 m) in so enake le stolnicam v Milanu in Firencah. Drugih devet stolnic – Norwich, Peterborough, Salisbury, Worcester, Gloucester, Wells, Exeter, Chichester in Lichfield – je dolgih med 121 in 147 m. Za primerjavo, največje stolnice v severni Franciji, stolnica Notre-Dame v Parizu, Amiens, Rouen, Reimska stolnica in Chartres, so vse dolge okoli 135–140 metrov, enako kot Köln v Nemčiji. Najdaljše stolnice v Španiji, vključno s stolnico v Sevilli, ki ima največjo tlorisno površino med srednjeveškimi cerkvami, merijo približno 120 metrov. Pet angleških stolnic: Chester, Hereford, Rochester, Southwell in Ripon je dolgih med 97 in 113 m. Vse zadnje štiri stolnice iz različnih razlogov bodisi nimajo srednjeveške ladje bodisi le nekaj preostalih travej. V Bristolu in Southwarku sta bili ladji zgrajeni v viktorijanski dobi, Carlisle in Oxford pa sta s 73 m in 57 m najmanjši od starodavnih angleških stolnic s samo dvema oziroma štirimi travejami.

### Višina
V nasprotju s svojo težnjo po ekstremni dolžini so oboki angleških stolnic nizki v primerjavi s številnimi oboki v drugih državah. Najvišji srednjeveški kamniti obok v Angliji je v Westminstrski opatiji na 31 m, ki je v Yorkski cerkvi enake višine, vendar kljub videzu pravzaprav ni iz kamna, temveč iz lesa. Večina angleških stolnic ima oboke, visoke od 20 do 26 metrov. Te so v nasprotju s stolnicami, kot so Beauvais, Amiens in Köln z notranjo višino več kot 42 metrov, nižje.

### Stolpi
Pomembna značilnost angleških stolnic, redka drugje razen v Normandiji, je velik in pogosto dodelan kvadraten osrednji stolp nad križiščem. Večji od teh stolpov segajo od 55 metrov v Wellsu do 83 metrov v Lincolnu. Osrednji stolp lahko obstaja kot posamezen element kot v Salisburyju, Gloucestru, Worcestru, Norwichu in Chichestru ali v kombinaciji s parom stolpov na zahodni fasadi kot v Yorku, Lincolnu, Canterburyju, Durhamu in Wellsu. Med stolnicami, ki imajo tri stolpe, je osrednji stolp običajno najvišji. V Southwellu sta dva zahodna stolpa zaključena s piramidalnimi zvoniki, obloženimi s svincem.
Visoki gotski osrednji zvoniki so ostali v Salisburyju in Norwichu, v Chichestru pa so bili po zrušenju obnovljeni v 19. stoletju. Vrh Salisburyja s 123 metri višine je najvišji v Združenem kraljestvu. Je tudi najvišji zvonik iz 14. stoletja in najvišji zidani zvonik (v nasprotju z odprtimi zvoniki v Nemčiji in Franciji). Vendar pa so ga po višini močno presegli zvoniki Lincolna in starega St. Pavla. V Lincolnu je med zgodnjim 14. stoletjem in letom 1548 osrednji stolp prevzel najvišji zvonik na svetu, visok približno 170 metrov, vendar je ta padel v neurju. Stolnica v Lichfieldu, edinstvena v Angliji, ima tri srednjeveške zidane stolpe.
Čeprav so enojni zahodni stolpi pogosti v angleških župnijskih cerkvah, samo ena srednjeveška stolnica, Ely, ohranja osrednje postavljen zahodni stolp in v tem primeru sta ga obkrožala dva nižja stranska stolpa, od katerih je eden medtem padel. Ely, edina med angleškimi stolnicami, ima osrednji element nad križiščem, ki nekoliko spominja na poligonalne obokane španske stolpe. Ta dodelana lanterni podobna struktura, znana kot 'Oktagon', se razteza tako skozi ladjo kot med ladjami in naj bi tako navdihnila zasnovo Christopherja Wrena za kupolo stolnicee sv. Pavla. Njeni zgornji deli so podprti s skritim lesenim konzolnim kleščastim ostrešjem, arhitekturno napravo, edinstveno za angleško gotiko.

### Zahodna pročelja
Zahodna pročelja angleških stolnic kažejo precejšnjo raznolikost, namesto doslednega napredovanja, kot je to v primeru severne Francije in drugih stolnic, na katere je vplival francoski gotski slog. V mnogih primerih, ne glede na arhitekturno obliko, je bila angleška fasada obravnavana kot okrasni zaslon s številnimi nišami, ki so jih zasedali kipi. Veliko teh je bilo podrtih ali uničenih v 17. stoletju, vendar Galerija kraljev ostaja visoko na fasadi Lincolna in veliko prvotnih figur, ki jih je vreme oblilo, ostaja v Exetru.
Večina angleških stolničnih fasad spada v dve osnovni vrsti z več različicami.
Najbolj značilne stolnice so tiste, ki imajo velike stolpe v paru na zahodnem koncu, kot v Canterburyju, Durhamu, Southwellu, Wellsu, Riponu in Yorku.
Med stolpoma je bodisi eno samo veliko okno s krogovičjem, kot v Yorku in Canterburyju, ali razporeditev lancet brez krogovičja, kot pri Riponu in Wellsu, namesto rozet, značilnih za francoske fasade. Običajno so tri vrata, vendar so v nasprotju s tistimi v francoskih stolnicah le redko zelo dodelana; veliko večji poudarek je na osrednjih vratih kot na tistih na obeh straneh. Vhod v najpogostejši uporabi je včasih v verandi na eni strani ladje. Kjer na zahodni fasadi ni dveh velikih stolpov, sta na splošno dva stolpa z vrhom, ki uokvirjata fasado ali osrednjo ladjo v obliki zelo velikih opornikov. To ureditev je mogoče videti v Salisburyju, Winchestru in Rochestru.
V Lincolnu je bil čez sprednji del stolnice zgrajen ogromen gotski zaslon z opornikom podobnimi detajli, ki so vključevali normanske portale, a skrivali normanska stolpa. Stolpa so nato močno povišali, da sta bila vidna nad zaslonom.
Normanski ladji v Peterboroughu je bil dodan tudi gotski zaslon, vendar je to arhitekturna nenavadnost brez precedensa ali naslednika. Zaslon je sestavljen iz treh ogromnih odprtih lokov, pri čemer sta dva zunanja precej širša od tistega, ki uokvirja osrednja vrata. Prevladujočo kompozicijo nekoliko pokvari kasnejša veranda in dejstvo, da izza zaslona štrlita dva zelo različno visoka stolpa. Kljub temu velja za eno najvišjih mojstrovin gotike, ki razkriva ogromno raznolikost in domišljijo angleških srednjeveških arhitektov.

### Vzhodni konec
Vzhodni deli angleških stolnic kažejo večjo raznolikost kot tiste v kateri koli drugi državi. Tiste, zgrajene v normanski dobi, so imele visoke apsidalne zaključke, obdane z nižjim ambulatorijem, kot je značilno za severno Francijo. Ta ureditev še vedno obstaja v Norwichu in delno v Peterboroughu ter tudi, z različnimi različicami, v zgodnjeangleškem gotskem vzhodnem koncu v Canterburyju, vendar je bila v vseh drugih primerih spremenjena.
Tipična ureditev angleškega gotskega vzhodnega konca je kvadratna in je lahko neprekinjena pečinam podobna zasnova, kot v Yorku, Lincolnu, Riponu, Elyju in Carlislu, ali pa ima štrlečo Marijino kapelo, ki je zelo raznolika, kot v Salisburyju, Lichfield, Hereford, Exeter in Chichester.
Konci Norwicha in Canterburyja imajo tudi štrleče kapele, ki je v Norwichu gotski dodatek normanskemu vzhodnemu koncu, medtem ko je kapela v Canterburyju, znana kot Corona, zasnovana kot del zgodnjeangleškega tlorisa, posebej za hram relikvije krone lobanje Thomasa Becketa, odrezana v času njegovega atentata. Vzhodni deli številnih drugih stolnic, kot so Durham, Peterborough in Gloucester, so bili spremenjeni na različne načine in ne ustrezajo nobenemu posebnemu modelu.

### Zunanji videz
Ker so angleške stolnice pogosto obdane s prostrano zeleno trato, je tloris običajno jasno viden na ravni tal, kar pa ne velja za številne evropske stolnice, ki so tesno obdane z mestnimi ali samostanskimi stavbami. Splošni vtis je, da se angleška stolnica razteza po vsem mestu s številnimi štrlečimi kraki. Te horizontalne projekcije so vidno uravnotežene z močnimi vertikalami masivnih stolpov, ki so lahko en, dva ali trije. Številne stolnice, zlasti tiste, kot so Winchester, St. Albans in Peterborough, kjer stolpi niso posebej visoki, dajejo vtis ogromne dolžine in so bile opisane kot podobne letalonosilkam.
Čeprav so vse stolnice impresivne, so nekatere zaradi svoje lokacije zelo pomembne znamenitosti in krajinski elementi. Med temi je Chichestrska, ki je vidna mnogo milj čez pokrajino odprtih polj in je edina od angleških stolnic, ki je vidna z morja. Sivi zvonik Norwicha se spokojno dviga nad okoliškim mestom in je središče Norwiške šole krajinskih slikarjev. Ely, na majhnem hribu, dominira nad podeželjem in je zaradi svojega videza v času poplav znana kot The Ship of the Fens. Trije vrhovi Lichfielda so znani kot Gospe iz doline. Izjemen stolp Worcestra je najbolje viden čez reko Severn. Lincoln se s svojo obsežno fasado in tremi stolpi, od katerih je najvišji višji od 80 metrov, veličastno dviga s strmega hriba nad mestom. Stolnica v Salisburyju s svojim 'brezhibnim zvonikom' predstavlja enega od ikoničnih pogledov Anglije, ki ga je proslavil krajinski slikar John Constable. Na severu Anglije nudi Durham 'spektakularen' razgled, saj sedi dramatično na svojem strmem skalnatem polotoku nad reko Wear, »pol božja cerkev, pol grad proti Škotom«.

### Notranji izgled

#### Horizontalni poudarek
Ker je arhitektura angleških stolnic tako raznolika in domiselna, se notranji videzi zelo razlikujejo. Vendar pa na splošno notranjost angleške stolnice daje vtis dolžine. To je delno zato, ker je veliko stavb dejansko zelo dolgih, pa tudi zato, ker bolj kot v srednjeveški arhitekturi katere koli druge države vodoravna smer dobiva toliko vizualnega poudarka kot navpična. To še posebej velja za Wells, kjer za razliko od večine gotskih stavb ni navpičnih poudarkov, ki bi se nadaljevali od arkade do oboka, in je zelo močan poudarek na galeriji triforija z navidezno neskončno in nediferencirano vrsto ozkih lokov. Salisbury ima podobno pomanjkanje vertikal, medtem ko igrišče pod triforjem in neokrašeni kapiteli iz Purbeckškega kamna ustvarjajo močne vizualne horizontale. V primerih Winchestra, Norwicha in Exetra je vodoravni učinek ustvarjen s poudarkom na grebenskem rebru dovršenih obokov.

#### Kompleksno obokanje
Kompleksnost oboka je še ena pomembna značilnost angleških stolnic. Oboki segajo od preprostega štiridelnega oboka na francoski način v Chichestru do vse bolj dodelanih oblik, vključno z večrebrastim (tierceron) obokom v Exetru, podobnim obokom z medsebojno povezanimi rebri v Norwichu, bolj izdelana različica v Winchestru, niz edinstvenih liernastih obokov v Bristolu, mrežasti zvezdasti obok korov v Gloucestru in Yorku, pahljačast obok retro-kora v Peterboroughu in obešeni obok kora v Oxfordu, kjer so dovršeni dolgi kamniti sklepniki obešeni na strop kot luči. Številne bolj dovršene oblike so edinstvene za Anglijo, zvezdasti oboki pa se pojavljajo tudi v Španiji in Nemčiji.

## Arhitekturni slogi

### Saški
Medtem ko je v večini primerov normanska cerkev v celoti nadomestila saško cerkev, je v Riponu stolnica edinstveno ohranila svojo zgodnjo saško kripto, medtem ko je podobna kripta preživela tudi pod nekdanjo stolnico v Hexhamu. V Winchestru so izkopani temelji stolnice iz 10. stoletja – ko je bila zgrajena največja cerkev v severni Evropi – označeni na travi blizu stolnice. V Worcestru so od leta 1084 zgradili novo stolnico v normanskem slogu, vendar kripta vsebuje ponovno uporabljeno kamnino in stebre iz dveh saških predhodnih cerkva. Opatijska cerkev Sherborne ohranja veliko zidov iz nekdanje saške stolnice, na zahodnem sprednjem delu, transepte in križišče, tako da ladja in križišče sedanje poznosrednjeveške opatije ohranja razmerja prejšnje saške strukture.

### Normanski
Celovita rekonstrukcija saških stolničnih cerkva v Angliji, ki so jo izvedli Normani, je predstavljala največji posamezni cerkveni gradbeni program v srednjeveški Evropi in ko so bile zgrajene, so bile to največje strukture, ki so bile postavljene v krščanski Evropi od konca Rimskega cesarstva. Vse srednjeveške stolnice v Angliji, z izjemo Salisburyja, Lichfielda in Wellsa, imajo dokaze o normanski arhitekturi. Peterborough, Durham in Norwich ostajajo večinoma normanske stavbe, medtem ko so v mnogih drugih precejšnji deli stavbe v normanskem slogu, kot so ladje Ely, Gloucester in Southwell ter transepti v Winchestru. Normansko arhitekturo odlikujejo polokrogli loki in drzni nizi arkad na stebrih, ki so prvotno podpirali ravne lesene strehe, od katerih sta preživeli dve, v Peterboroughu in Elyju. Stebri, kjer so bili uporabljeni, so masivni, kot v ladji v Gloucestru, in se izmenjujejo s slopi v Durhamu. Okrasne letve so bile rezane z geometrijskimi vzorci, arkade pa so bile glavna okrasna oblika, zlasti zunaj. Ohranilo se je malo figurativne skulpture, predvsem 'barbarski' ornament okoli zahodnih vrat v Lincolnu, živalski kapiteli kripte v Canterburyju in timpanon zahodnih vrat v Rochestru.

### Lancetna gotika
Številne stolnice imajo glavne dele v slogu od poznega 12. do zgodnjega 13. stoletja, znanem kot lancetna gotika ali zgodnja angleška gotika, ki ga opredeljujejo preproste, suličastim podobne odprtine brez krogovičja. Stolnica v Salisburyju je glavni primer tega sloga, ki ga vidimo tudi v Wellsu in Worcestru, na vzhodnih delih Canterburyja, Hereforda in Southwarka ter transeptih Yorka. Iz tega obdobja je tudi spektakularna fasada Peterborougha in manj veličastna, a harmonična fasada Ripona.

### Decorated gotika
Decorated gotski slog z okni s krogovičjem je nadalje razdeljen glede na to, ali je krogovičje geometrijsko ali ukrivljeno. Številne stolnice imajo pomembne dele v geometrijskem slogu od sredine 13. do zgodnjega 14. stoletja, vključno z večino Lincolna, Lichfielda, Elyjevega kora ter kapiteljskih dvoran v Salisburyju in Southwellu. Do poznega 13. stoletja se je slog krogovičja razvil tako, da je vključeval večje število ozkih oblik, ki so se zlahka prilagodile gotskim odprtinam v kombinaciji s krožnimi oblikami, kot jih lahko vidimo na oknih kapiteljske dvorane v Yorku, Elyjevem oktogonu in zahodnen oknu Exetra.
Nadaljnji razvoj je vključeval ponavljanje ukrivljenih ali plamenom podobnih oblik, ki se pojavljajo v velikem številu oken okoli leta 1320, zlasti v retrokoru v Wellsu in ladji stolnice v Exetru. Ta vrsta krogovičja je pogosto vidna v kombinaciji z obokanimi rebri skrajno štrlečega in zelo bogatega oblikovanja, kot je vidno v kapitlju v Wellsu in oboku v Exetru, ki se razteza brez osrednjega stolpa 91 metrov visoko in je najdaljši srednjeveški obok na svetu.
Zadnja stopnja ukrivljene ali okrašene gotike je izražena v nizu zelo raznolikih in zelo kompleksnih oblik. Veliko največjih in najbolj znanih oken v Angliji je iz let 1320 do 1330 in so v tem slogu. Med njimi so rozeta južnega transepta, znana kot škofovsko oko v Lincolnu, okno srce Yorkshira na zahodnem koncu Yorka in znamenito vzhodno okno Carlisla z devetimi lučmi.
V stolnicah je veliko manjših arhitekturnih del, ki imajo ukrivljeno krogovičje. Sem spadajo arkade v Marijini kapeli v Elyju, ki ima tudi najširši obok v Angliji, zaslon prižnice v Lincolnu in bogato okrašena vrata v Elyju in Rochestru. Za to obdobje gotike je značilno dovršeno liernasto obokanje, pri katerem so glavna rebra povezana z vmesnimi rebri, ki ne izvirajo iz stene in zato niso glavni strukturni členi. Bristolski oboki so najbolj znani primeri tega sloga, ki jih je mogoče videti tudi v Yorku.

### Perpendikular gotika
V 1330-ih, ko so evropski arhitekti sprejeli slog Flamboyant, se je angleška arhitektura odmaknila od Decorated sloga v povsem drugačno in veliko bolj trezno smer z rekonstrukcijo, v zelo modularni obliki, kora normanske opatije, zdaj stolnica v Gloucestru. Perpendikular slog, ki se opira na mrežo križajočih se stebrov in prečk, namesto na raznolikost bogato izrezljanih oblik za učinek, daje splošen vtis velike enotnosti, v katero je integrirana struktura ogromnih oken tako na svetišču kot na vzhodnem koncu, z arkadami spodaj in obokom zgoraj. Slog se je izkazal za zelo prilagodljivega in se je nadaljeval z različicami v ladjah Canterburyja in Winchestra ter v koru Yorka.
V 15. stoletju so bili številni najboljši stolpi v Angliji zgrajeni ali razširjeni v perpendicular slogu, vključno s stolpi v Gloucestru, Worcestru, Wellsu, Yorku, Durhamu in Canterburyju ter zvoniki v Chichestru in Norwichu.
Oblikovanje cerkvenih notranjščin je šlo skozi zadnjo fazo, ki je trajala vse do 16. stoletja. To je bil razvoj pahljačastega oboka, ki je bil prvič uporabljen okoli leta 1370 v samostanih v Gloucestru, nato v retrokoru v Peterboroughu v zgodnjem 15. stoletju. V še bolj izpopolnjeni obliki s kamnitimi obeski so ga uporabili za streho normanskega kora v Oxfordu in v veliki pogrebni kapeli Henrika VII. v Westminstrski opatiji v času, ko je Italija sprejela renesanso.

## Arhitekturna raznolikost
Načrt stolnice v Salisburyju je najpogosteje reproduciran v arhitekturnih zgodovinah za primerjavo angleške gotske arhitekture s francosko, italijansko in drugimi državami. Ima številne značilnosti, ki so vsaj na papirju značilne. Tloris stolnice Worcester je na primer zelo podoben tlorisu stolnice v Salisburyju. Obe imata dva transepta, velik osrednji stolp, veliko verando na severni strani ladje, križni hodnik na jugu, iz katerega se odpira poligonalna kapiteljska dvorana. V notranjosti so tudi močne vizualne podobnosti v preprostih lancetnih oknih na vzhodnem koncu in kontrastnem obilju marmornih stebrov. Vendar sta zgodovini obeh stavb zelo različni. Stolnica v Salisburyju se je gradila 160 let, od njenih temeljev leta 1220 do vrha ogromnega zvonika leta 1380. Worcester je potreboval 420 let od svoje normanske kripte iz leta 1084 do svoje kapele v spomin na princa Arturja leta 1504. Zgodovina Worcestra je veliko bolj reprezentativna za zgodovino večine angleških srednjeveških stolnic kot zgodovina Salisburyja.

### Zgradba stolnice v Salisburyju
Starejša stolnica je bila med letoma 1075 in 1228 na vrhu hriba blizu starodavne utrdbe v Old Sarumu. V začetku 13. stoletja je bilo odločeno, da se stolnica premakne na ravnino. Novo stavbo sta v slogu lancetne gotike (sicer poznani kot zgodnja angleška gotika) zasnovala Elias iz Derehama in Nicholas iz Elyja, graditi pa se je začela leta 1220 na vzhodnem koncu in se dvigala proti zahodu, dokler ni bila do leta 1258 dokončana, razen fasade in osrednjega stolpa. Fasado, ogromen križni hodnik in poligonalno kapiteljsko dvorano je nato zgradil Richard Mason in so bili dokončani do približno leta 1280, poznejše delo pa je uporabilo geometrijsko okrašena krogovičja v odprtinah oken in arkad. Minilo je približno petdeset let, preden se je začel glavni podvig stolpa in zvonika, arhitekt je bil Richard Farleigh, podrobnosti pa so bile precej bolj zapletene in dovršene kot prejšnje delo. Celotna stolnica je bila dokončana do leta 1380 in edina poznejša vključitev, ki jo je treba opozoriti, je bila ojačitev lokov stolpa, ko se je eden od stebrov upognil. Ta tridelni gradbeni program, ki traja 160 let s petdesetletno vrzeljo, je najkrajši in najmanj raznolik, zaradi česar je Salisbury daleč najbolj homogena od vseh stolnic.

### Zgradba Worcestrske stolnice
Worcestrska stolnica ima za razliko od Salisburyja pomembne dele stavbe iz vseh stoletij od 11. do 16. stoletja. Najzgodnejši del stavbe je normanska kripta z več stebri in mehkimi kapiteli, ki so ostali od prvotne samostanske cerkve, ki jo je začel graditi sv. Wulfstan leta 1084. Iz normanskega obdobja je tudi okrogla kapiteljska dvorana iz leta 1120, ki je bila na zunanji strani osmerokotna, ko je bilo v 14. stoletju okrepljeno obzidje. Več različnih arhitektov je v obdobju 200 let gradilo in obnavljalo ladjo po delih in v različnih slogih, pri čemer so nekatere traveje edinstven in okrasni prehod med normansko arhitekturo in gotiko. Izvira iz let 1170 do 1374. Vzhodni konec je med letoma 1224 in 1269 nad normansko kripto ponovno zgradil Alexander Mason, ki sovpada z in v zelo podobnem zgodnjeangleškem slogu večjemu delu Salisburyja. Od leta 1360 je John Clyve dokončal ladjo, zgradil njen obok, zahodno sprednjo stran, severno verando in vzhodni del križnega hodnika. Okrepil je tudi normanski kapitelj, dodal opornike in spremenil obok. Njegova mojstrovina je osrednji stolp iz leta 1374, ki je prvotno podpiral lesen, s svincem prevlečen zvonik, ki ga zdaj ni več. Med letoma 1404 in 1432 je neznani arhitekt križnemu hodniku dodal severno in južno območje, ki ga je John Chapman v letih 1435–38 nazadnje zaprl z zahodnim območjem. Zadnji pomemben dodatek je kapela princa Arthurja na desni strani južnega kornega hodnika, 1502–04.

## Znamenite značilnosti stolnic

### Bristolska stolnica
Bristolska stolnica, ki so jo začeli graditi leta 1140 in dokončali leta 1888, je slavna po edinstvenih liernastih obokih iz 14. stoletja v koru in kornih ladjah, ki so treh različnih oblik in po besedah Nikolausa Pevsnerja »...iz točke pogleda na prostorsko domišljijo so boljši od česar koli drugega v Angliji.«

### Canterburyjska stolnica
Ustanovljena kot stolnica leta 597, najzgodnejši deli so iz leta 1070, dokončana leta 1505, razen severozahodnega stolpa iz leta 1834. Canterburyjska stolnica je ena največjih stolnic v Angliji in sedež canterburyjskega nadškofa. Znana je po normanski kripti z izklesanimi kapiteli, vzhodnem koncu iz let 1175–1184, ki ga je ustvaril Viljem iz Sensa, vitrajih iz 12. in 13. stoletja, »izjemno lepi« perpendicular  ladji iz let 1379–1405, ki jo je ustvaril Henry Yevele, pahljačastem oboku stolpa iz leta 1505 Johna Wastella, grobnici Črnega princa in mesto umora sv. Tomaža Becketa.

### Stolnica Carlisle
Stolnica Carlisle, ustanovljena leta 1092 in dokončana v začetku 15. stoletja, je ena najmanjših stolnic v Angliji, odkar je škotska prezbiterijanska vojska leta 1649 porušila njeno ladjo. Njena najpomembnejša značilnost je njeno vzhodno okno z devetimi svetlobniki iz leta 1322, ki še vedno vsebuje srednjeveško steklo v svojih zgornjih delih, tvori »veličasten zaključek kora« in ga mnogi smatrajo za najlepše krogovičje v Angliji.

### Chestrska stolnica
Chestrska stolnica zgrajena med letoma 1093 in 1537, vključuje sklop srednjeveških kornih klopi iz leta 1380 z izvrstnimi figurativnimi rezbarijami. Nenavadna značilnost je zelo velik južni transept. Zgodnjeangleška Marijina kapela je harmonična kompozicija v lancetni gotiki. Ohranja precejšnje samostanske zgradbe, vključno z velikim refektorijem.

### Chichestrska stolnica
Nenavadne značilnosti Chichestrske stolnice, zgrajene med letom 1088 in zgodnjim 15. stoletjem, so prehodni retrokor, par zgodnjih normanskih reliefnih rezbarij in samostoječi zvonik iz 15. stoletja. Vrh, obnovljen po propadu leta 1860, je viden iz Rokavskega preliva.
- Lastnosti
- Liernast obok prehoda v Bristolu
- Canterburyjska stolnica, okno Sveto pismo revežev
- Stolnica Carlisle, Decorated gotsko krogovičje v oknu kora
- Chestrska stolnica, detajl srednjeveških kornih klopi
- Chichestrska stolnica, samostoječ stolp

### Stolnica v Durhamu
Stolnica v Durhamu, zgrajena med letoma 1093 in 1490, je z izjemo zgornjih delov svojih stolpov, vzhodnega prizidka, znanega kot kapela devetih oltarjev, in velikega zahodnega okna iz leta 1341 v celoti normanska in jo obravnava Alec Clifton-Taylor kot »neprimerljivo mojstrovino romanske arhitekture«. Notranjost je »nadvse impresivna«. Zahodna Marijina kapela, znana kot Galilejska kapela, je edinstvena normanska stavba, ki se po slogu razlikuje od same stolnice. Pogled na stolnico z jugozahoda je še posebej znan zaradi svoje »neprimerljive lege« na strmem rtu nad reko Wear. Častitljivi C.J. Stranks je zapisal: »Danes stoji ogromna in impresivna v svoji ogromni moči, a vendar tako dobro proporcionalna, da na njej ni ničesar, kar bi se zdelo težko.«

### Stolnica Ely
S sedanjo stavbo iz leta 1090 do 1536 ima stolnica Ely pomembno normansko ladjo in okrašen gotski kor, vendar sta njeni najpomembnejši značilnosti njen edinstven zahodni stolp iz leta 1174 in osrednji osmerokotnik iz leta 1322, ki ga Clifton-Taylor opisuje kot »enega od čudes angleške katedralne arhitekture«. Ima tudi edinstveno, zelo veliko, samostoječo Marijino kapelo z zelo širokim obokom in zapleteno izklesanimi kamnitimi arkadami okoli sedilij.

### Stolnica v Exetru
Stolnica v Exetru iz let 1112 do 1519 je glavni primer stolnice, zgrajene predvsem v poznejšem decorated gotskem slogu 14. stoletja. Ima impresiven obok, najdaljši srednjeveški obok na svetu, ki poteka med dvema normanskima stolpoma, postavljenima, edinstveno med stolnicami, nad transepti. Exeter ima veliko kiparskih podrobnosti, vključno s figurami njegovega zahodnega pročelja.

### Gloucestrska stolnica
Gloucestrska stolnica iz let 1098 do 1493 ima normansko ladjo z masivnimi zidanimi stebri in lep pravokotni stolp iz 15. stoletja, vendar je njena glavna značilnost vzhodni del, rekonstruiran v 14. stoletju kot zgodnji primer perpendicular gotike in z največje srednjeveško okno na svetu, površine teniškega igrišča. Križni hodnik ima najzgodnejši primer pahljačastega oboka.

### Herefordska stolnica
Herefordska stolnica, zgrajena med letoma 1079 in 1530, z zahodnim pročeljem iz 19. stoletja ima normansko ladjo in velik osrednji stolp. Druge pomembne značilnosti so nenavaden slog severnega transepta in severne verande, prav tako iz 13. stoletja, vendar močno razširjen v 16. stoletju. Njena zgodnja angleška Marijina kapela velja za »eno najlepših v 13. stoletju«.
- Lastnosti
- Normanska notranjost in zgodnji rebrasti in šiljasti obok v Durhamu
- "Oktagon" v Elyju
- Podrobnost zahodne fasade v Exetru
- Perpendicular kor v Gloucestru
- Južni transept iz 11. stoletja v Herefordu

### Stolnica v Lichfieldu
Čeprav sega v obdobje od leta 1195 do približno 1400, ima notranjost stolnice v Lichfieldu harmoničen videz, ki je večinoma posledica obsežne obnove in ponovnega opremljanja v 19. stoletju. Ladja je zelo lepa, Marijina kapela pa je apsidalna z zelo visokimi okni, kar daje precej francoski vtis. Lichfieldska je edina od stolnic, ki je ohranila tri zvonike.

### Lincolnska stolnica
Stolnica v Lincolnu, Anglija iz let 1074 do 1548 je ena največjih stolnic v Angliji in John Ruskin je trdil, da je arhitekturno vredna kateri koli drugi od vseh. Edward Freeman jo je opisal kot »enega najlepših človeških del«. Ohranja dele treh masivnih lokov normanskega zahodnega pročelja in močno obnovljeno skulpturo okoli osrednjega portala. Osrednji stolp je najvišji v Angliji in je viden daleč naokoli, saj se na spektakularen način dviga z visokega hriba. Desetkotna kapiteljska dvorana z velikimi zunanjimi oporniki je prva poligonalna kapiteljska dvorana v Angliji. V notranjosti velja, da je najlepši del Angelski kor iz poznega 13. stoletja s »čudovitimi plastmi krogovičja« in obogaten z izrezljanimi angeli. Transepti imajo dve rozeti, Dekanovo oko na severu iz ok. 1200 z ohranjenim prvotnim steklom, medtem ko je decorated škofovo oko na jugu napolnjeno z rešenimi srednjeveškimi fragmenti.

### Manchestrska stolnica
Manchestrska stolnica se je začela kot župnijska cerkev in je bila leta 1422 ustanovljena kot verska univerza, večino njene stavbe pa je zasnoval John Wastell (1485 do 1506). Po slogu se zelo razlikuje od prejšnjih velikih cerkva, včasih je navedena skupaj s 13 anglikanskimi 'župnijskimi cerkvenimi stolnicami'. Dvojne stranske ladje zagotavljajo najširše ladje katere koli angleške stolnice (115 čevljev); in ima tudi najbogatejši nabor poznosrednjeveških kornih klopi in mizerikordij v državi.

### Stolnica v Norwichu
Stolnica v Norwichu, zgrajena med letoma 1096 in 1536, ima normansko obliko in je ohranila večji del svoje prvotne kamnite strukture, ki je bila nato med letoma 1416 in 1472 obokana na spektakularen način s stotinami bogato izrezljanih, poslikanih in pozlačenih sklepnikov. Ima tudi najlepši normanski stolp v Angliji, na vrhu katerega je zvonik iz 15. stoletja, in velik križni hodnik s številnimi sklepniki.

### Stolnica v Oxfordu
Stolnica v Oxfordu iz leta 1158 do začetka 16. stoletja je bila vedno majhna stolnica in se je zmanjšala zaradi uničenja večjega dela ladje v 16. stoletju. Kamniti zvonik iz leta 1230 je eden najstarejših v Angliji in prispeva k tradiciji Oxforda kot »mesta sanjajočih zvonikov«. Njena najbolj nenavadna značilnost je obok iz poznega 15. stoletja nad normanskim korom.

### Peterboroughška stolnica
Peterboroughška stolnica, zgrajena med letoma 1117 in 1508, je izjemna kot najmanj spremenjena med normanskimi stolnicami, le s svojim znamenitim zgodnjeangleškim zahodnim pročeljem, s kasnejšo verando in pravokotno obnovo vzhodnega ambulatorija, ki jo je izvedel John Wastell, v različnih slogih. J. L. Cartwright je o zahodni sprednji fasadi zapisal, da je »tako veličasten vhod v sveto stavbo, kot si ga lahko zamislimo«. Dolga lesena streha ladje je originalna in je ohranila poslikavo iz leta 1220.
- Lastnosti
- Marijina kapela v Lichfieldu
- Škofovo oko v Lincolnu
- Normanski stolp in zvonik Norwicha iz 15. stoletja
- Obokanje z visečimi sklepniki v Oxfordu
- Poslikan strop v Peterboroughu

### Riponska stolnica
Riponska stolnica iz obdobja od 7. stoletja do leta 1522 ohranja kripto prvotne cerkve, ki jo je zgradil sveti Wilfred. Zahodno pročelje je nespremenjena in harmonična kompozicija zgodnje angleške gotike. Kor je ohranil bogato izrezljane korne klopi iz 14. stoletja, znane po številnih živahnih figurah med rezbarijami.

### Rochestrska stolnica
Rochestrska stolnica iz let 1177 do 1512 ima normansko ladjo in kripto ter zgodnjeangleški kor. Njena najbolj izjemna značilnost je redek, razkošno izrezljan normanski portal, ki je na žalost utrpel veliko škodo.

### Stolnica St. Albans
Stolnica St. Albans, zgrajena med letoma 1077 in 1521, je edinstvena med stolnicami, saj je velik del, vključno z velikim normanskim stolpom, zgrajen iz opeke, rešene iz rimskega mesta Verulamium. Tako znotraj kot zunaj je stolp najpomembnejša značilnost. St Albans ohranja tudi nekaj srednjeveških stenskih poslikav, pa tudi poslikan lesen strop iz poznega 13. stoletja.

### Stolnica v Salisburyju
Stolnica v Salisburyju, zgrajena med letoma 1220 in 1380 z dodatno strukturno ojačitvijo v naslednjem stoletju, pooseblja idealno angleško stolnico, čeprav je zaradi svoje slogovne enotnosti daleč od tipične. Njena slava je v njenih harmoničnih razmerjih, zlasti na zunanjosti, kjer je zaradi množice različnih vodoravnih delov v nasprotju z navpičnico zvonika ena najbolj znanih arhitekturnih kompozicij srednjeveškega obdobja. Canon Smethurst je zapisal: »Simbolizira mirno ljubkost angleškega podeželja..., večne resnice krščanske vere, izražene v kamnu...«

### Stolnica Southwark
Stolnica Southwark, zgrajena med letoma 1220 in 1420, čeprav je ladja rekonstrukcija iz poznega 19. stoletja, ko jo je ponovno zgradil Arthur Blomfield. Ima lep zgodnjeangleški stolp in kor, ki ohranja dovršeno korno pregrado iz 16. stoletja, opremljeno s kipi, ki nadomeščajo tiste, uničene v 17. stoletju.
- Lastnosti
- Normanska zahodna vrata v Rochestru
- Slon in grad v koru v Riponu
- Svetišče svetega Albana v stolnici St. Albans
- Srednjeveška ura v Salisburyju je ena najstarejših mehanskih ur na svetu
- Lancetni gotski vzhodni konec in stolp Southwark

### Southwell Minster
Zgrajena med letoma 1108 in 1520 ima stolnica Southwell Minster nedotaknjeno normansko fasado, razen vstavitve velikega okna v perpendicular slogu, ki daje svetlobo normanski ladji. Posebna slavna je njena kapiteljska dvorana iz poznega 13. stoletja, ki vsebuje najbolj znane srednjeveške rastlinske rezbarije v Angliji, Listi Southwella, ki jih je Nikolaus Pevsner opisal kot »utripajoče od življenja«.

### Wellsska stolnica
Wellsska stolnica, zgrajena med letoma 1175 in 1490, je bila opisana kot »najbolj poetična med angleškimi stolnicami«. Velik del stavbe je v zgodnjeangleškem slogu in je močno obogaten z globoko kiparsko naravo letvic in vitalnostjo izrezljanih kapitelov v listnatem slogu, znanem kot trd list. Vzhodni konec je ohranil veliko originalnega stekla, kar je v Angliji redko. Zunanjost ima najlepšo zgodnjeangleško fasado in velik osrednji stolp. Edinstvena značilnost stavbe so škarjasti loki, ki segajo čez križišče in jih je sredi 14. stoletja zgradil William Joy, da bi stabiliziral osrednji stolp.

### Stolnica v Winchestru
Stolnica v Winchestru, zgrajena med letoma 1079 in 1532, ima nenavadno arhitekturno zgodovino. Zunanjost, razen spremenjenih oken, daje vtis masivne normanske stavbe in dejansko je najdaljša srednjeveška cerkev na svetu. Vendar pa je zahodna fasada zdaj perpendicular, z ogromnim oknom, napolnjenim z drobci srednjeveškega stekla. V notranjosti so le kripta in transepti ohranili normanski videz. Spektakularna perpendicular ladja z visokimi arkadnimi oboki in močnim navpičnim poudarkom je bila dobesedno izklesana iz prvotne normanske notranjosti. Nekdanji dekan, Norman Sykes, je o tem zapisal: »Lahko bi obiskovalec, ki vstopi ... skozi zahodna vrata, začudeno zasopel.« Stolnica v Winchestru je znana tudi po izrezljani leseni opremi iz različnih obdobij.

### Worcestrska stolnica
Worcestrska stolnica, zgrajena med letoma 1084 in 1504, predstavlja vse srednjeveške sloge od normanskega do perpendicular. Znana je po svoji normanski kripti in okroglem kapitlju, ki je postal model, iz katerega izhaja serija edinstveno britanskih poligonalnih kapiteljskih dvoran. Pomemben je tudi niz nenavadnih tranzicijskih gotskih travej, finega lesa in osrednjega stolpa, ki je kljub temu, da ni velik, še posebej lepih proporcev.

### York Minster
Stolnica sv. Petra, York, zgrajena med letoma 1154 in 1500, je ena največjih gotskih cerkva na svetu. Ne da bi imela dvignjen položaj Durhama ali Lincolna, dominira nad mestnim obzorjem iz vseh zornih kotov, njeno veliko velikost pa je na jasen dan mogoče videti do North York Moors. Varljivo preprost tloris s kvadratnim vzhodnim in zahodnim koncem ter enim transeptom, ki stavbo deli na enake dele, omaja arhitekturno bogastvo te stavbe. Ostanki normanske kripte kažejo, da je morala biti starejša stavba v svoji arhitekturi tako masivna in okrasna kot Durham. Oba zgodnjeangleška transepta sta znana, južni ima zapleteno razporeditev lancet in rozeto, ki tvori vhodno fasado. Na severni strani so lancetna okna, imenovana Pet sester, od katerih je vsako široko le 1,5 m, a visoko 17 m. Notranjost je zelo prostorna. Zahodno pročelje s svojimi parnimi stolpi je harmonična ureditev poznega decorated obdobja in veliko osrednje okno ima fino tekoče okrašeno krogovičje, imenovano srce Yorkshira, medtem ko je veliko vzhodno okno perpendicular v slogu. Redka značilnost yorške cerkve je, da so vsa ta pomembna okna ohranila srednjeveško steklo iz ok. 1270, 1335 oziroma 1405.
- Lastnosti
- V Wellsu je značilen križ sv. Andreja
- Kapiteljska dvorana v stolnici Southwell ima naturalistično izrezljano rastlinstvo
- Zahodno okno Yorkške cerkve
- Severni transept v Winchestru
- Normanska kripta v Worcestru

## Arhitekti
Raziskave Johna Harveyja so odkrile imena številnih angleških srednjeveških arhitektov in s sledenjem slogovnim značilnostim se je včasih izkazalo, da je mogoče slediti njihovi karieri od ene stavbe do druge. Vodilni arhitekti so bili visoko plačani - zlasti tisti, ki so bili zaposleni v kraljevih delih - in pogosto jih je mogoče prepoznati iz rednih plačil na računih stolnice.
Za nobeno angleško stolnico pred letom 1525 ni ohranjenih nobenih arhitekturnih risb (čeprav inženirski načrt za predlagano novo oskrbo z vodo v križnem hodniku stolnice v Canterburyju obstaja v načrtu iz 12. stoletja). Arhitekturni detajli, kot so zasnove okenskih krogovičij, niso bili izvedeni kot risbe v merilu, ampak so bili vrezani v polni velikosti na velika ravna tla iz mavca, katerih primeri so ohranjeni v Yorku in Wellsu.
Srednjeveška gradnja je bila sezonska, dela so se izvajala le spomladi in poleti, ko je bila svetloba dobra in vreme bolj zanesljivo. Vsako jesen so bile vse izpostavljene površine prekrite in zaščitene proti poškodbam zaradi zmrzali. Arhitekti so pozimi delali v hiši (tista v Yorku ima tako kamin kot stranišče), da bi pripravili načrte za kampanjo naslednje sezone. Načrte so pretočili v komplete skobljanih hrastovih šablon prerezov, ki so jih predali kamnosekom. Gradnja stolnic in večjih cerkva se je skoraj vedno začela na vzhodnem kraku in nato nadaljevala proti zahodu, pri čemer so bili zadnji postavljeni stolpi.
- Robert zidar, ok. 1100, samostan St Albans
- Viljem iz Sensa, umrl 1184, kor v Canterburyju
- Viljem Anglež, umrl 1214, kor v Canterburyju
- Elias of Dereham, umrl 1246, Salisbury
- Mihael Canterburyjski, umrl 1321, Canterbury
- Henry Wy ok. 1324, ladja v St Albans
- John de Ramsey, umrl 1349, Norwich, Ely
- Viljem de Ramsey, umrl 1349, Norwich, Ely, stari kapitelj sv. Pavla, prezbiterij Lichfield
- Viljem Hurley, umrl 1354, lanterna v Elyju
- Richard of Farleigh, umrl 1364, Salisbury severovzhodna vrata in zid okoli križnega hodnika, Exeter
- Alan of Walsingham, umrl 1364, Ely oktagon
- John Clyve, umrl 1374, Worcesterska ladja, stolp, zahodna fasada
- Henry Yevele, umrl 1400, Canterburyjska ladja, Durham Neville korna pregrada
- William Wynford, umrl 1405, Winchesterska ladja, Wells - zahodni stolp.
- Thomas Mapilton, umrl 1438, Canterbury JV stolp
- William Smyth, umrl 1490, Wells prečni obok stolpa
- William Orchard (arhitekt), umrl 1504, obokanje v Oxfordu
- John Wastell, umrl 1515, Canterburyjski stolp, Peterborough retrokor, Manchester